# Los Frentones
Los Frentones é uma cidade da Argentina, localizada na província de Chaco.